# Horst Ziegelmann
Horst Ziegelmann (* 20. März 1940 in Dresden) ist ein deutscher Physiker, Gymnasiallehrer und Hochschullehrer.

## Leben und Wirken
Horst Ziegelmann studierte nach seiner Reifeprüfung 1959 am Gymnasium in Tuttlingen Physik und Astronomie an der Eberhard Karls Universität Tübingen. Nach seiner 1965 erfolgten Prüfung zum Diplom-Physiker war er als wissenschaftlicher Mitarbeiter am Astronomischen Institut, Assistent am Institut für Theoretische Physik und technischer Leiter am Zentrum für Datenverarbeitung der Universität Tübingen tätig. Im Jahre 1969 promovierte er an der Universität Tübingen bei dem theoretischen Physiker Erich Wilhelm Schmid über „Exakte obere und untere Schranken für die Tritonbindungsenergie mit soft-core Potential“.
Außerdem legte Ziegelmann das Staatsexamen für den höheren Schuldienst ab und arbeitete bis zum Eintritt in den Ruhestand als Gymnasiallehrer an der Gewerblichen Schule Tübingen (Technisches Gymnasium und Berufskolleg für physikalisch-technische Assistenten). Im Jahre 1976 habilitierte er sich für das Fach Physik an der Universität Tübingen und lehrte dort als Privatdozent bzw. außerplanmäßiger Professor an der Fakultät für Physik. Schwerpunkt seiner wissenschaftlichen Arbeit ist insbesondere die Theoretische Kernphysik. Intensiv beschäftigte sich Ziegelmann mit Albert Einstein und veröffentlichte über ihn.

## Veröffentlichungen
- Exakte obere und untere Schranken für die Tritonbindungsenergie mit soft-core Potential (= Forschungsbericht Bundesministerium für Wissenschaftliche Forschung / Zentralstelle für Atomkernenergie-Dokumentation, Bd. 33). Zentralstelle für Atomkernenergie-Dokumentation (ZAED), Leopoldshafen 1969 (= Dissertation Universität Tübingen).
- (mit Erich W. Schmid): The quantum mechanical three-body problem (= Vieweg tracts in pure and applied physics, Bd. 2). Pergamon-Press, Oxford 1974, ISBN 0-08-018240-2.
- Das Dreikörperproblem der Quantenmechanik oberhalb der Aufbruchschwelle (= Burg monographs in science, Bd. 7). Burg-Verlag, Basel 1976 (= Habilitationsschrift Universität Tübingen).
- (mit Helga Krahn): Kernenergie (= Atom- und Kernphysik, Bd. 4). Deutsches Institut für Fernstudien an der Universität Tübingen, Tübingen 1986 (3. Aufl. 1987).
- Was ist wirklich? Albert Einstein – Leben und Werk. Attempto-Verlag, Tübingen 1988 (2. erweiterte u. korrigierte Auflage: Books on Demand, Norderstedt 2005, ISBN 3-8334-3833-9).
- (mit Peter Jacob): Der Reaktorunfall von Tschernobyl und seine Folgen (= Atom- und Kernphysik, Bd. 5). Deutsches Institut für Fernstudien an der Universität Tübingen, Tübingen 1990.
- (mit Ernst Peter Fischer u. Jürgen Renn): Albert Einstein. Be.bra Wiss.-Verl., Berlin 2012, ISBN 3-937233-91-1.

Außerdem eine Reihe von Aufsätzen in Fachzeitschriften und Sammelwerken.